# Vjatjeslav Vedenin
Vjatjeslav Petrovitj Vedenin (ryska: Вячеслав Пегрович Веденин), född 1 oktober 1941 i Sloboda, Tula oblast, död 22 oktober 2021, var en rysk (sovjetisk) längdskidåkare. Han tog silver på 50 km vid Olympiska vinterspelen 1968 i Grenoble. Vid Olympiska vinterspelen 1972 i Sapporo tog han guld på 30 km och i stafett 4 x 10 km samt brons på 50 km. Vid skid-VM i Vysoké Tatry 1970 tog han VM-guld på 30 km och i stafett 4 x 10 km samt silver på 50 km. Han kom tvåa i Vasaloppet 1972 och kom femma i 1976 års vasalopp.